# Пейнсвіль (Міннесота)
Пейнсвіль (англ. Paynesville) — місто (англ. city) в США, в окрузі Стернс штату Міннесота. Населення — 2388 осіб (2020).

## Географія
Пейнсвіль розташований за координатами 45°22′43″ пн. ш. 94°43′18″ зх. д. / 45.37861° пн. ш. 94.72167° зх. д. (45.378530, -94.721563).  За даними Бюро перепису населення США в 2010 році місто мало площу 6,00 км², уся площа — суходіл.

## Демографія
Згідно з переписом 2010 року, у місті мешкали 2432 особи в 1065 домогосподарствах у складі 635 родин. Густота населення становила 406 осіб/км².  Було 1148 помешкань (191/км²).
Расовий склад населення:
| - 97,0 % — білих - 0,5 % — чорних або афроамериканців - 0,4 % — азіатів - 0,1 % — корінних американців |

До двох чи більше рас належало 1,1 %. Частка іспаномовних становила 2,2 % від усіх жителів.
За віковим діапазоном населення розподілялося таким чином: 22,1 % — особи молодші 18 років, 52,6 % — особи у віці 18—64 років, 25,3 % — особи у віці 65 років та старші. Медіана віку мешканця становила 42,4 року. На 100 осіб жіночої статі у місті припадало 91,0 чоловіків;  на 100 жінок у віці від 18 років та старших — 88,8 чоловіків також старших 18 років.
Середній дохід на одне домашнє господарство  становив 48 612 долари США (медіана — 42 059), а середній дохід на одну сім'ю — 61 229 доларів (медіана — 55 282). Медіана доходів становила 45 160 доларів для чоловіків та 27 202 долари для жінок. За межею бідності перебувало 11,7 % осіб, у тому числі 13,5 % дітей у віці до 18 років та 15,3 % осіб у віці 65 років та старших.
Цивільне працевлаштоване населення становило 1155 осіб. Основні галузі зайнятості: освіта, охорона здоров'я та соціальна допомога — 22,9 %, виробництво — 20,6 %, роздрібна торгівля — 15,4 %.